# Krendetan
Krendetan is een bestuurslaag in het regentschap Purworejo van de provincie Midden-Java, Indonesië. Krendetan telt 2422 inwoners (volkstelling 2010).